# Arctotheca
Genre
Classification phylogénétique
Synonymes
- Alloiozonium  Kunze
- Cryptostemma R.Br.
- Cynoti Hoffmanns.
- Microstephium Less.  [1]

Arctotheca est un genre de plante à fleurs de la famille des Asteraceae. Les espèces sont parfois appelées par le nom francisé d'arctothèque.
Le genre comprend peu d'espèces. L'une d'elles est Arctotheca calendula, plante endémique d'Afrique du Sud, naturalisée en Europe occidentale.

## Classification
- Sous-famille des  Cichorioideae 
  - Tribu des  Arctotideae 
    - Sous-tribu  Arctotidinae  [2]

## Liste d'espèces
- Arctotheca calendula 		(L.) Levyns
- Arctotheca forbesiana 		K.Lewin
- Arctotheca marginata  		Beyers
- Arctotheca populifolia 		(P.J.Bergius) Norl.
- Arctotheca prostrata 		(Salisb.) Britten

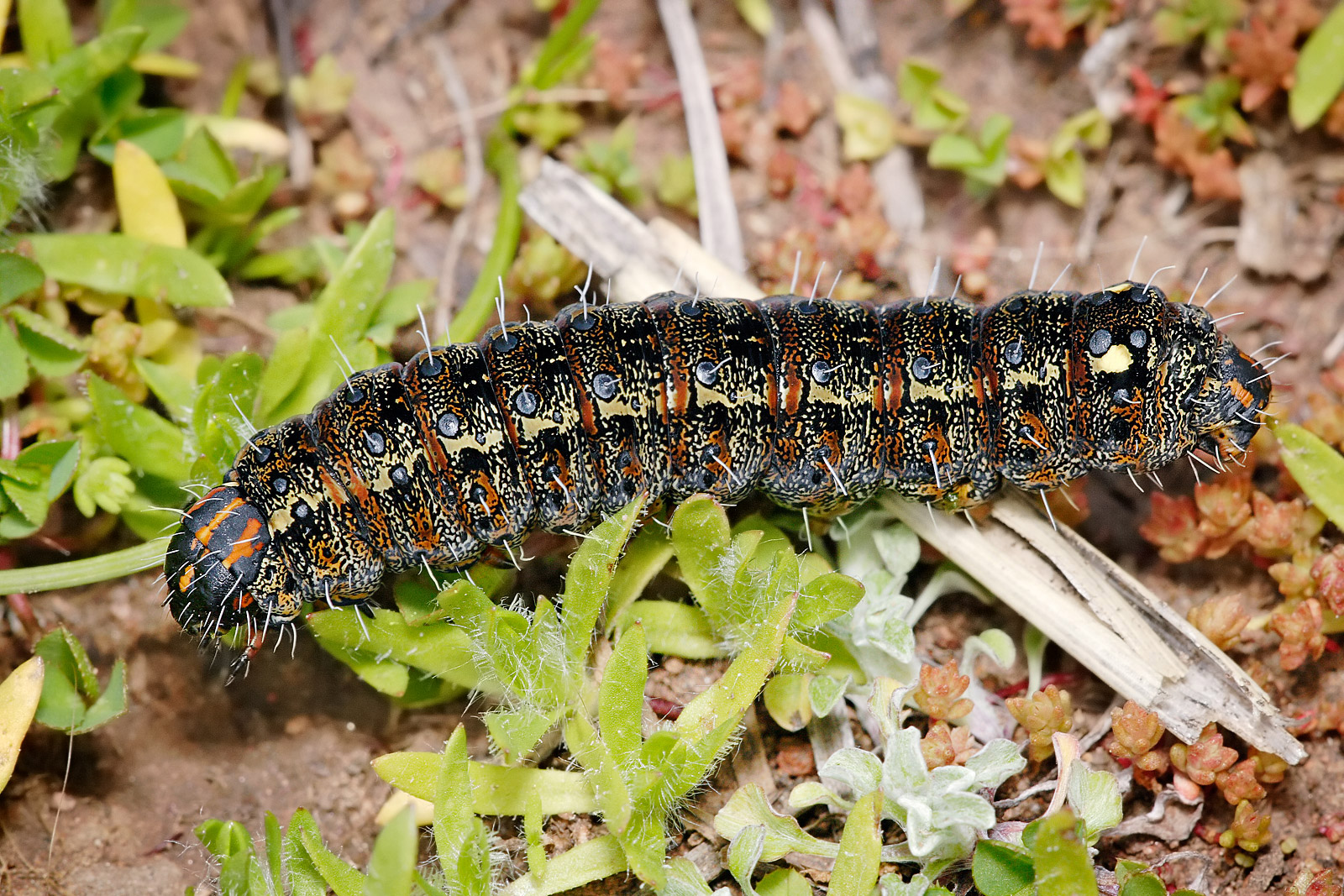
Chenille d'Apina callisto sur des feuilles d'Arctotheca.
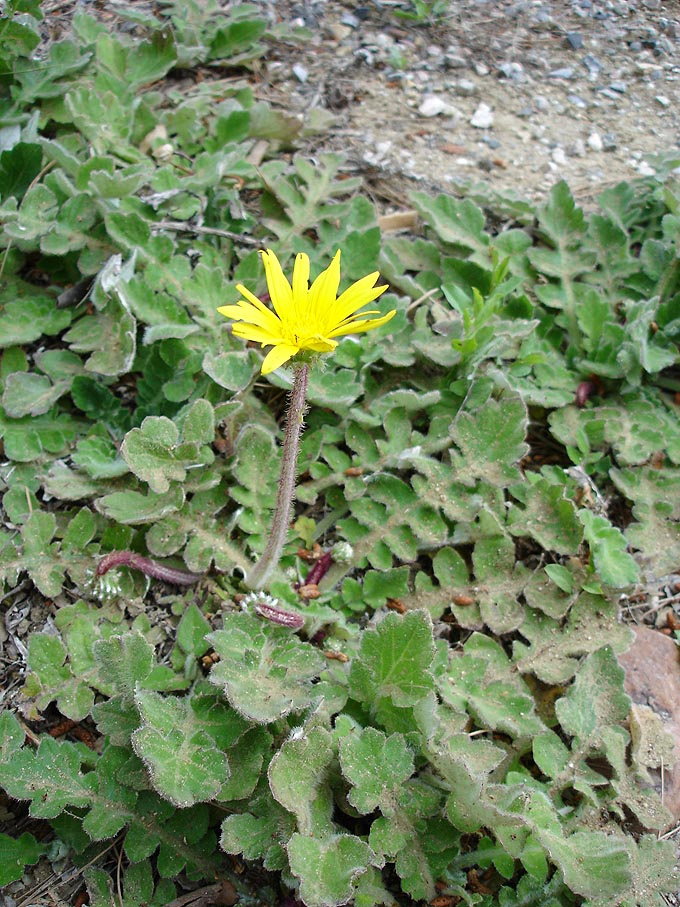
Vue générale de Arctotheca calendula.